# Dennis Eckersley
Dennis Lee Eckersley (* 3. Oktober 1954 in Oakland, Kalifornien) ist ein ehemaliger US-amerikanischer Baseballspieler in der Major League Baseball (MLB). Sein Spitzname ist Eck.

## Biografie
Dennis Eckersley hatte sein Debüt in der American League bei den Cleveland Indians am 12. April 1975 als Starting Pitcher. In seinem ersten Jahr hatte er einen guten Start und erreichte dreizehn Siege bei sieben Niederlagen. Bei der Wahl zum Rookie des Jahres unterlag er Fred Lynn von den Boston Red Sox. Am 30. Mai 1977 warf er einen No-Hitter gegen die California Angels. 
1978 wechselte er zu den Boston Red Sox. In diesem Jahr hatte er mit einer Bilanz von zwanzig Siegen bei acht Niederlagen und einem ERA von 2,99 die beste Bilanz seiner Karriere. 1979 konnte er noch siebzehn Spiele gewinnen, danach verlor er allerdings an Klasse und Konstanz. Nach vier durchschnittlichen Spielzeiten wurde er zu den Chicago Cubs transferiert. Diesen half er 1984 erstmals seit 1945 wieder in die Play-offs. Hier unterlagen die Cubs allerdings den San Diego Padres in der National League Championship Series. In den nächsten beiden Jahren hatte er dann mit sportlichen und persönlichen Problemen zu kämpfen. Er verlor im Baseball die Kontrolle über seinen Fastball und zeigte nur noch unterdurchschnittliche Leistungen. Im privaten Bereich hatte er mit Alkoholproblemen zu kämpfen. Nach der Saison 1986 begab er sich wegen dieser Probleme in eine Rehabilitationsklinik.
Von den Cubs wechselte er dann zu den Oakland Athletics in seine Heimatstadt. Der Manager der A’s Tony LaRussa plante, Eckersley als langen Einwechselwerfer für die mittleren Innings einzusetzen. Nach einer Verletzung des regulären Closers Jay Howell übernahm Eckersley dessen Aufgaben in den letzten Innings und überraschte und überzeugte mit seinen Leistungen auf dieser Position. Danach sollte er diese Rolle in seiner Zeit bei den A's nicht mehr abgeben. Von 1988 bis 1990 erreichte er mit seinem Team jeweils die World Series, es kam allerdings nur zu einem Sieg 1989 in der durch das Erdbeben erschütterte Serie gegen den Lokalrivalen San Francisco Giants. Sein bestes Jahr im Trikot der Oakland Athletics hatte Eckersley 1992. Er erreichte 51 Saves und gewann sowohl den Cy Young Award der American League als auch den Titel des MVP. Nach Eckersley wurde kein Pitcher mehr mit diesem Award ausgezeichnet.
Nach seiner Zeit in Oakland wechselte er noch zu den St. Louis Cardinals. Er beendete seine Karriere am 26. September 1998 im Trikot der Boston Red Sox. 2004 wurde er in die Baseball Hall of Fame gewählt. Seit dem 13. August 2005 wird seine Trikotnummer 43 von den Athletics nicht mehr vergeben. Zurzeit arbeitet er als Fernsehanalyst für die Boston Red Sox.